# Afroedura nivaria
Afroedura nivaria är en ödleart som beskrevs av  George Albert Boulenger 1894. Afroedura nivaria ingår i släktet Afroedura och familjen geckoödlor. IUCN kategoriserar arten globalt som livskraftig. Inga underarter finns listade i Catalogue of Life.
Arten förekommer i sydöstra Sydafrika och i Lesotho. Den lever på en högplatå som ligger cirka 2500 meter över havet. Honor lägger ägg.